# Ot me-Avshalom
"Ot me-Avshalom" (en castellano: "Carta de Absalón" o "Señal de Absalón ", en caracteres hebreos: “אות מאבשלום”) es una novela histórica escrita por Nava Macmel-Atir en 2009. Fue rápidamente "best-seller " y Macmel-Atir fue condecorada con el "libro de oro", por vender 20000 ejemplares sólo tres meses después de su salida. Seis meses después de su publicación fue "libro de platino" al llegar a las 40000 copias, y más tarde de  "diamante" al llegar a las 10000.

## Resumen

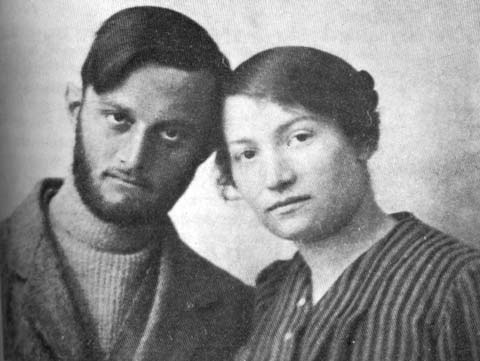
Absalón Feinberg y Sara Aharonson de la red de espionaje Nili, 1916

Una joven grafóloga llamada Alma Bach va tras la pista de un hombre cuya escritura ha de analizar. En sus escritos, descubre una gran inteligencia, un alto grado de cultura general y mucho coraje. Se trata de un hombre apasionado, con una imaginación muy desarrollada, de estilo lingüístico y sensibilidad de artista; un hombre dotado de una personalidad magnética que atrae a quienes tiene más cerca y al mismo tiempo sabe guardar un secreto.
La historia se narra en dos periodos, el primero en el Israel actual y el segundo sería una representación biográfica de Absalón Feinberg, fundador de Nili.